# Sergio Asenjo
Sergio Asenjo Andrés (Palencia, 1989. június 28. –)  spanyol válogatott labdarúgó, a Real Valladolid játékosa.

## Pályafutása
Asenjo a Real Valladolid kölyök csapataiban kezdte karrierjét. A 2007–2008-as szezonban játszott a tartalék csapatban, és harmadik számú kapus volt a nagycsapatban a francia Frenchman Ludovic Butelle és Alberto López Fernández mögött.2007. december 12-én debütált otthon a Villarreal CF ellen egy 2-0-ra megnyert mérkőzésen. 2008 januárjában írta alá első profi szerződését a Real Valladoliddal. A 2008–2009-es szezont végig játszotta a csapatában leszámítva 3 hónapot, amikor térdsérüléssel bajlódott a fiatal kapus.
2009. június 8-án az Atlético Madrid csapatához szerződött, ahova 4 évre kötelezte el magát. A bemutatására július 13-án kerül sor.

## Válogatott karrier
2006-ban behívót kapott a 17 éven aluliak Európa-bajnokságára, ahol bronzérmet szerzett csapatával. Minden mérkőzésen kezdő volt.
A 19 évesek 2007-es Európa bajnokságára szintén kihívták. Tartalék volt egészen az elődöntőig, ahol Franciaország ellen sérülés miatt játszania kellett. Az eredmény 0-0 lett, így tizenegyes-párbajra került sor, ahol Asenjo két lövést védett, ezzel a döntőbe juttatta csapatát. A végső összecsapáson Görögországot verték 1-0 arányban, így Spanyolország csapata lett az Európa-bajnok.
A 21 évesek között meghívót kapott a 2009-es Svédországban rendezett Európa-bajnokságra. Ő volt az U21-es keret első számú kapusa.
A felnőtt válogatottban 2016. május 29-én mutatkozott be a bosnyákok ellen.

## Sikerei, díjai

### Klub
- Atlético Madrid
  - Copa del Rey: 2012–13
  - Európa-liga: 2009–10, 2011–12
  - UEFA-szuperkupa: 2010, 2012

- Villarreal
  - Európa-liga: 2020–21

### Válogatott
- Spanyolország U17
  - U17-es Európa-bajnokságág harmadik: 2006

- Spanyolország U19
  - U19-es Európa-bajnok: 2007

## Fordítás
- Ez a szócikk részben vagy egészben  a   Sergio Asenjo című angol Wikipédia-szócikk fordításán alapul.  Az eredeti cikk szerkesztőit annak laptörténete sorolja fel. Ez a jelzés csupán a megfogalmazás eredetét és a szerzői jogokat jelzi, nem szolgál a cikkben szereplő információk forrásmegjelöléseként.